# Улица Комиссара Габишева
Улица Комиссара Габишева (тат. Комиссар Габишев урамы) — улица в Приволжском районе Казани, важная транспортная артерия жилого района Горки. Начинается как продолжение Дубравной улицы, проходит вдоль 8-го и 9-го микрорайонов Горок, отделяя их от посёлка Алтан, пересекает улицы Сафиуллина и Кул Гали, после чего доходит до улицы Гали Динмухаметова. Протяженность улицы Комиссара Габишева составляет 2355 м.

## Происхождение названия
Улица Комиссара Габишева обязана своим названием революционеру гражданской войны И. Я. Габышеву, в честь которого и была названа улица.

## Инфраструктура
- Детская музыкальная школа № 15
- Детская школа искусств Приволжского района
- Детский сад № 242
- Детский сад № 358
- Детский сад № 385
- ДЮСШ № 16, теннис
- Мировые судьи Приволжского района г. Казани
- Талантики, центр детского творчества
- Школа № 24, с углубленным изучением отдельных предметов
- Школа № 42
- Школа № 69

## Транспорт
Автобус № 46, № 63, № 90, № 94. Трамвай № 4.